# Gora (Dissin)
Gora est une localité du département de Dissin, dans la province d’Ioba (région du Sud-Ouest) au Burkina Faso. En 2006, cette localité comptait 1 026 habitants dont 51.6% de femmes.